# Joseph Szigeti
Joseph Szigeti (en húngaro: József Szigeti, Budapest, 5 de septiembre de 1892 – Lucerna, Suiza, 19 de febrero de 1973) fue un virtuoso del violín y profesor de música húngaro. 

## Biografía

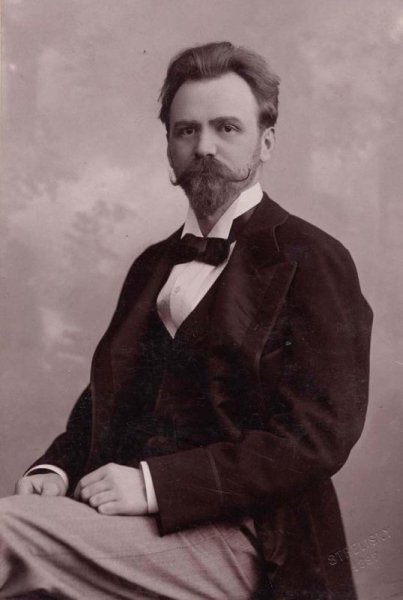
Jenő Hubay. 1897.

Nacido en una familia musical, pasó su primera infancia en un pequeño pueblo de Transilvania. 
Sin embargo, desde muy joven demostró ser un niño prodigio con el violín, y se trasladó a Budapest con su padre para estudiar con el famoso pedagogo Jenő Hubay (1858 - 1937). Después de completar sus estudios con Hubay, todavía en su temprana adolescencia, Szigeti comenzó su carrera internacional de conciertos. En ese momento se limita principalmente a conciertos de salón y al repertorio más abiertamente virtuosista. Sin embargo, después de conocer al pianista Ferruccio Busoni, comenzó a desarrollar una forma mucho más reflexiva e intelectual de enfocar la música, que con el tiempo le valió el apodo «el virtuoso académico».

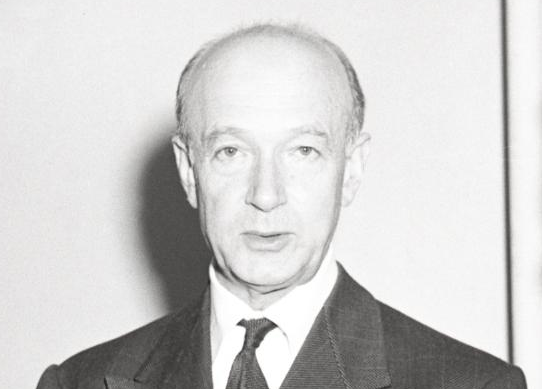
József Szigeti en 1950.

A raíz de una ataque de tuberculosis, que le obligó a permanecer en un sanatorio en Suiza, Szigeti se estableció en Ginebra, donde se convirtió en profesor de violín en el conservatorio local en 1917. Fue en Ginebra donde conoció a su esposa, Wanda Ostrowska (1895-1969), y aproximadamente al mismo tiempo se convirtió en amigo del gran compositor Béla Bartók. Ambas relaciones duraron para toda la vida. 

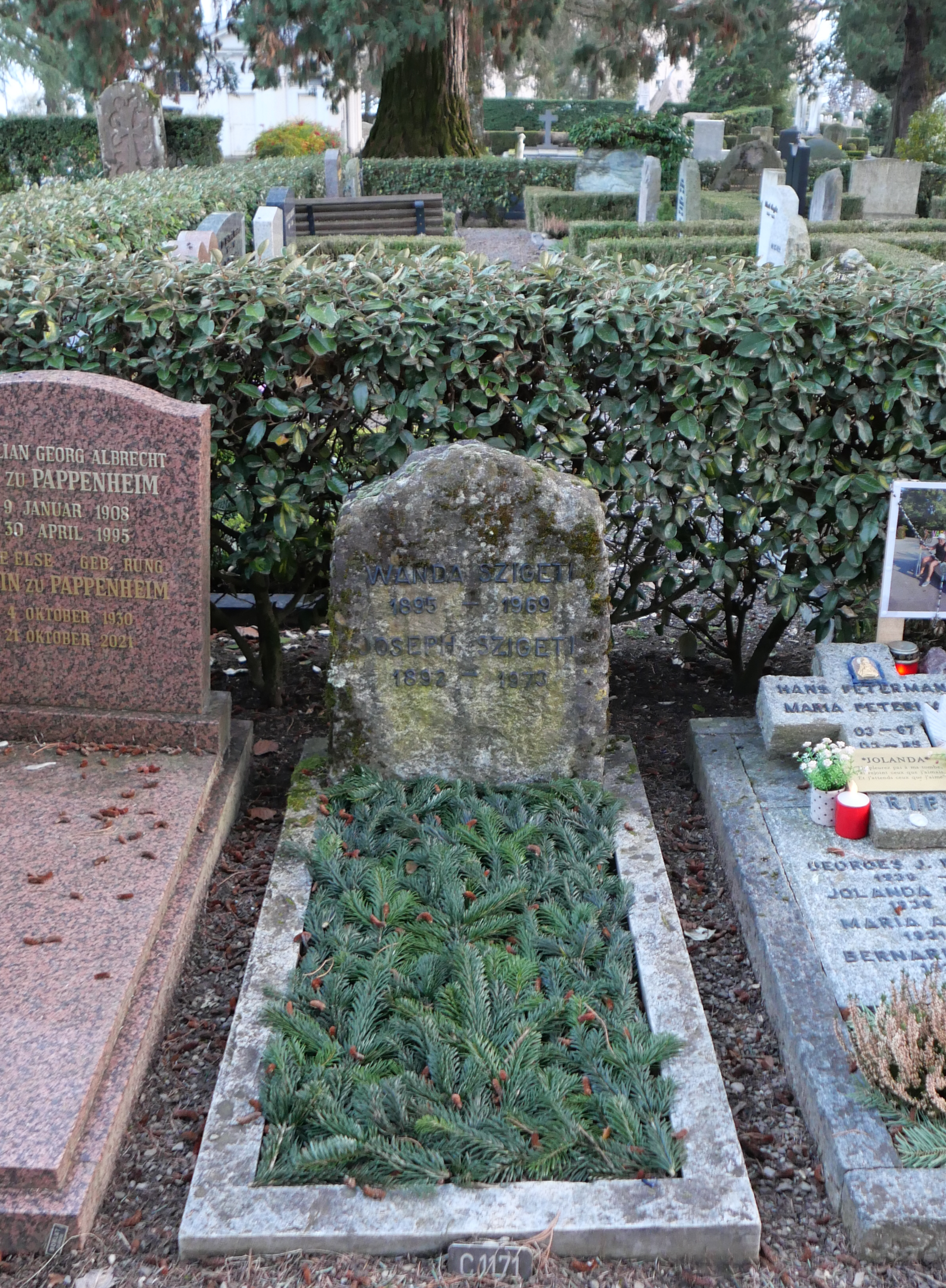
La tumba en 2024.

Desde el decenio de 1920 hasta 1960, Szigeti actuó y grabó regularmente en todo el mundo. También se distinguió como un firme defensor de la música nueva, y fue el dedicatario de muchas de las nuevas obras de compositores contemporáneos. Entre las más notables piezas escritas para él están el Concierto para violín de Ernest Bloch, la Rapsodia n.º 1 de Bartók y la Sonata para violín solo n.º 1 de Eugène Ysaÿe. 
Se retiró de los escenarios en 1960 y se dedicó a la enseñanza y la escritura hasta su muerte en 1973, a los 80 años. Szigeti encontró su última morada junto a su esposa en el cementerio de Clarens-Montreux. Su hija Irene (1920-2005) y su yerno Nikita Magalov (1912-1992), pianista mundialmente famoso de origen georgiano-ruso, están enterrados a pocos metros de la tumba.